# Alfons Cánovas i Lapuente
Alfons Cánovas i Lapuente   (Guadalupe de Maciascoque, 4 de novembre de 1917 - Barcelona, 6 de març de 2021) va ser un waterpolista, dirigent esportiu i joier català, d'origen murcià. Va ser regidor de l'Ajuntament de Barcelona i president d'honor del Club Natació Atlètic-Barceloneta.

## Biografia
L'any 1920, els Cánovas Lapuente, que residien a Múrcia, van enviar l'Alfons, de 3 anys, a viure a Barcelona amb la seva àvia. Els pares i els quatre germans arribarien poc temps després. Amb set anys, van detectar-li uns tumors als engonals, que el van deixar més d'un any enllitat. En l'adolescència va unir-se al Barceloneta Amateur Club el 1932 -amb el que es va proclamar subcampió de Catalunya i d'Espanya. El 1936 havia de disputar l'Olimpíada Popular, competició que va ser suspesa el dia abans de la inauguració per culpa de la revolta militar feixista.
Alfons va participar en la guerra civil en el bàndol republicà, combatent en el front d'Aragó en les batalles de Brunete i de Terol. Els seus germans, Antoni i Joan, que també van lluitar amb els roigs, van exiliar-se a França el 1939. El seu pare havia mort un any abans, en un dels atacs aeris a Barcelona perpetrats per l'aviació italiana, i Alfons va decidir romandre a Barcelona atenent la mare i les dues germanes.
Va dedicar bona part de la seva vida al Club Barceloneta, institució de la que va ser-ne president entre 1952 i 1970 -període en el que es va construir la piscina coberta de l'entitat i quan l'equip va guanyar al CN Barcelona, la primera derrota d'aquest equip en competició nacional. Va repetir presidència en una segona etapa, entre 1987 i 1998, quan va ser un dels artífexs de la construcció de la nova piscina de Sant Sebastià i de la fusió entre el club i el seu veí, l'Atlètic; creant-ne el Club Natació Atlètic-Barceloneta. A continuació, va ser nomenat president d'honor de la institució. També va ser vicepresident de la Federació Catalana de Natació.
Va ser propietari de la Joieria Cánovas, a la Barceloneta, i president del Gremi de Joiers i de l'Agrupació de Comerciants i Industrials de la Barceloneta. També va entrar en el món de la política municipal, sent regidor i tinent d’alcalde de l'Ajuntament de Barcelona entre 1970 i 1979 pel districte primer. Com a membre del consistori, el 4 de març de 1975 va votar a favor del finançament de l'ensenyament de la llengua catalana en les escoles de primària, un debat que va resultar polèmic per la contundent oposició dels falangistes i que va passar a la posteritat com el del "No al català". Al seu barri, va ser impulsor de diferents activitats a la Cooperativa La Fraternitat, on va practicar teatre.

## Homenatges
L'exregidor va ser condecorat el 1998 amb la Medalla d'Honor de Barcelona. Alfons i Antoni Cánovas van formar part de l'homenatge que la Generalitat de Catalunya va retre amb motiu del 80è aniversari de l'inici de la guerra civil, en una cerimònia realitzada al Palau de la Música Catalana.

## Publicacions
Alfons Cánovas va publicar un llibre autobiogràfic, Memòries des de la Barceloneta (Alrevés, 2015).